# 马札儿台
马札儿台（1285年—1347年），元朝大臣，蒙古族蔑儿乞氏，元顺帝时中书右丞相。谨只儿之子，伯颜的弟弟。
马札儿台开始扈从元武宗，继侍皇太子爱育黎拔力八达于潜邸，任典用太监，办事敏达，深受宠信。元仁宗延祐、元英宗至治年间，马札儿台历任吏部郎中、吏部侍郎、兵部尚书、典瑞院使，迁大都路达鲁花赤等，领虎贲亲军都指挥使。泰定四年（1327年），出任陕西行台治书侍御史，因为关陕饥荒，赈货不足，捐私财赈济贫民。次年，泰定帝卒，倒剌沙于上都（今内蒙古自治区正蓝旗东闪电河北岸）辅立皇子阿速吉八为元天顺帝，与大都（今北京市）称帝的元文宗图帖睦尔相峙，马札儿台作为陕西行台台臣起兵响应上都。上都兵败，获罪，因为兄长伯颜有功，于是免罪。继任上都留守、太府卿。元顺帝元统二年（1334年），拜御史大夫，领高丽、女真、汉军万户府达鲁花赤，迁知枢密院事，加镇守海口侍卫亲军屯储部都指挥司达鲁花赤。至元三年（1337年），加太保，当时其兄伯颜专权，他辞谢王爵，分枢密院，出镇北边。至元六年（1340年），伯颜罢黜后，马札儿台为中书右丞相。同年，因病辞位。次年，封忠王，子脱脱为右丞相。至正七年（1347年）因右丞相别儿怯不花向元顺帝谗言，马札儿台被安置在甘肃。是年病逝。

## 延伸阅读
[在维基数据编辑]
 《元史·卷138》，出自宋濂《元史》